# Marian Sarama
Marian Sarama (ur. 18 października 1914 w Nowym Targu) – polski lekkoatleta, chodziarz.
Wicemistrz Polski w chodzie na 50 kilometrów (1947).
Wykształcenie wyższe, absolwent Instytutu Administracji Gospodarczej.
Dziennikarz, urzędnik.

## Rekordy życiowe
- Chód na 50 kilometrów – 5:45:54,6 (1947)[1]